# Castilleja arachnoidea
Castilleja arachnoidea är en snyltrotsväxtart som beskrevs av Greenman. Castilleja arachnoidea ingår i släktet målarborstar, och familjen snyltrotsväxter. Utöver nominatformen finns också underarten C. a. arachnoidea.